# جورج ننجوفيتش

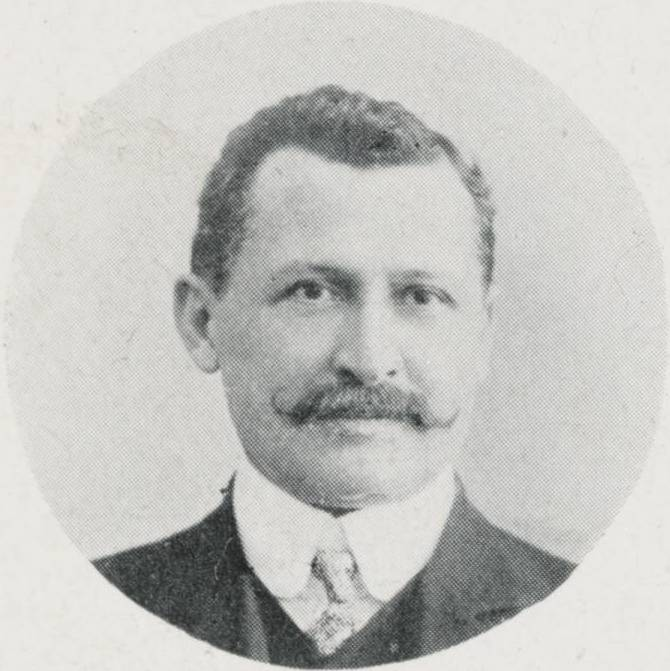
ننجوفيتش بك سنة 1906م

جورج ننجوفيتش بك من أعلام مصر، وهو يوغسلافي الأصل، أقام فندق الكونتنتال بميدان الأوبرا عام 1899.